# Vincenzo Bichi
Vincenzo Bichi, född 2 februari 1668 i Siena, död 11 februari 1750 i Rom, var en italiensk kardinal och ärkebiskop. Han tjänade som camerlengo från 1739 till 1741.

## Biografi
Vincenzo Bichi var son till markisen Metello Bichi och Vittoria Piccolomini d'Aragona. Han studerade bland annat vid La Sapienza i Rom, där han år 1689 blev iuris utriusque doktor. Bichi prästvigdes 1699.
Bichi utnämndes 1702 till titulärärkebiskop av Laodicea in Phrygia och biskopsvigdes den 27 december samma år av kardinal Fabrizio Paolucci.
I september 1731 upphöjde påve Clemens XII Bichi till kardinalpräst och han erhöll året därpå San Pietro in Montorio som titelkyrka. Han deltog i konklaven 1740, vilken valde Benedikt XIV till ny påve. År 1743 blev Bichi kardinalbiskop av Sabina.
Kardinal Bichi avled i Rom år 1750 och begravdes i kyrkan Santi Venanzio e Ansovino.

## Bilder

Kardinal Vincenzo Bichis titelkyrkor
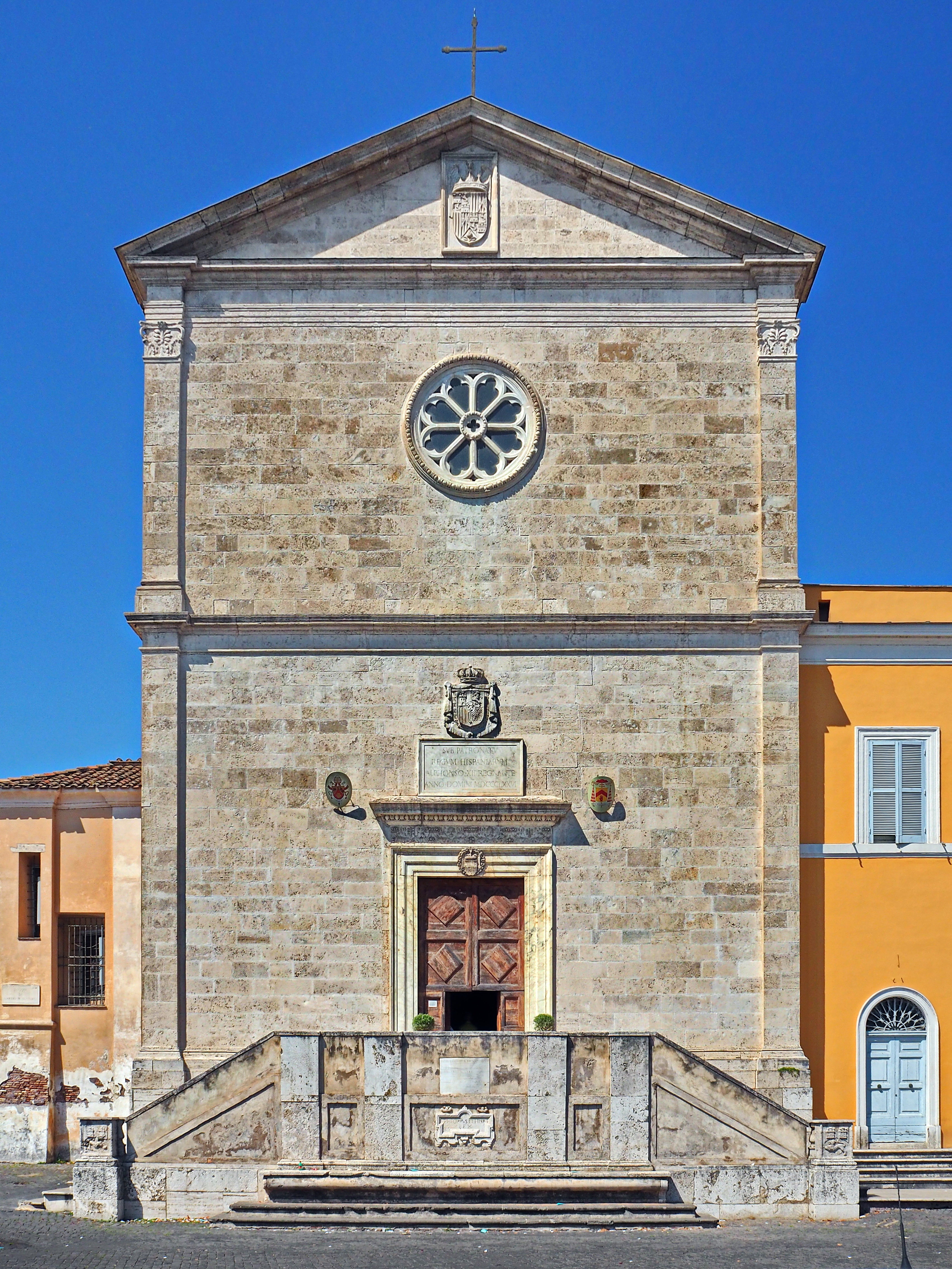
San Pietro in Montorio.
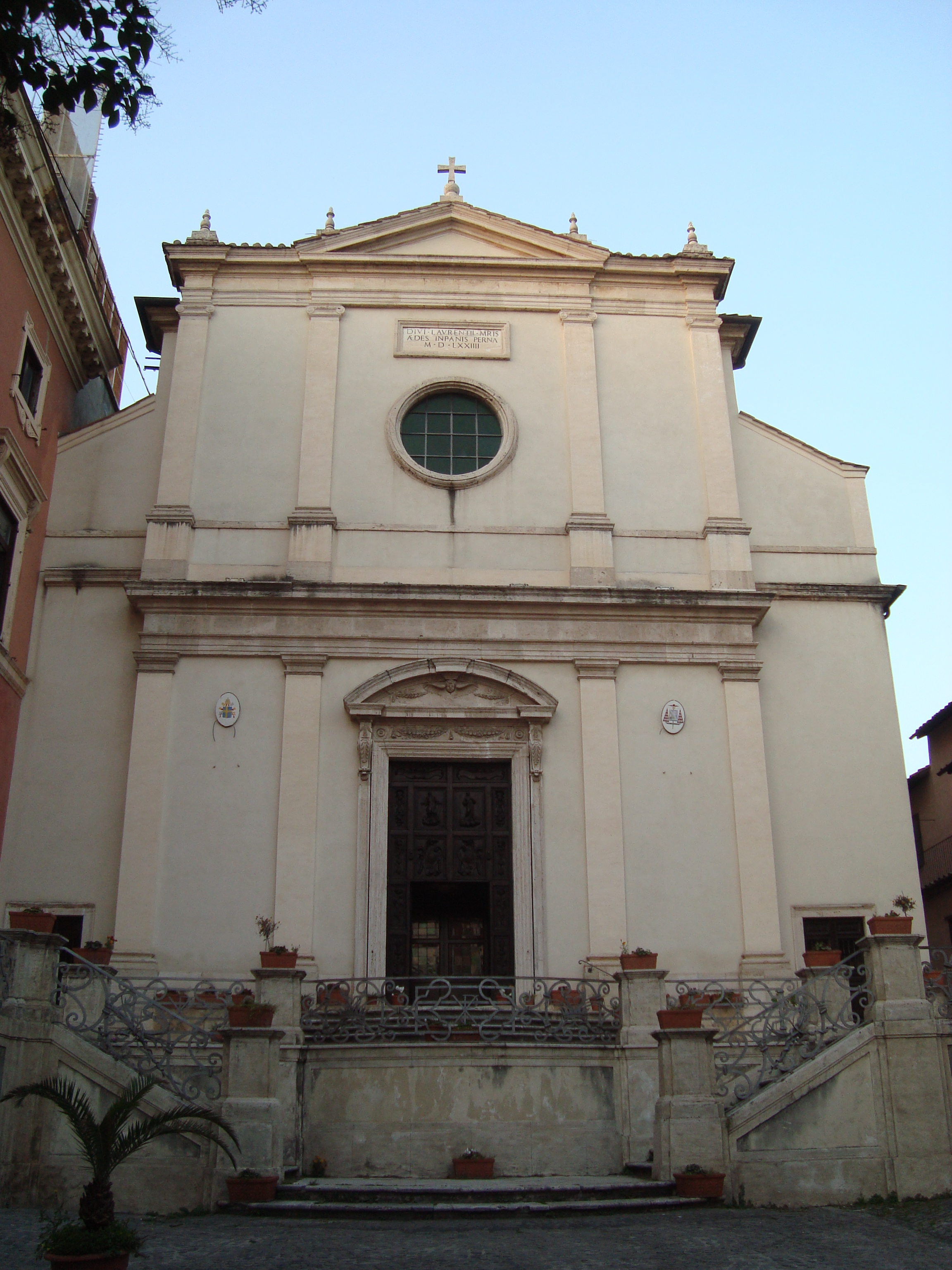
San Lorenzo in Panisperna.
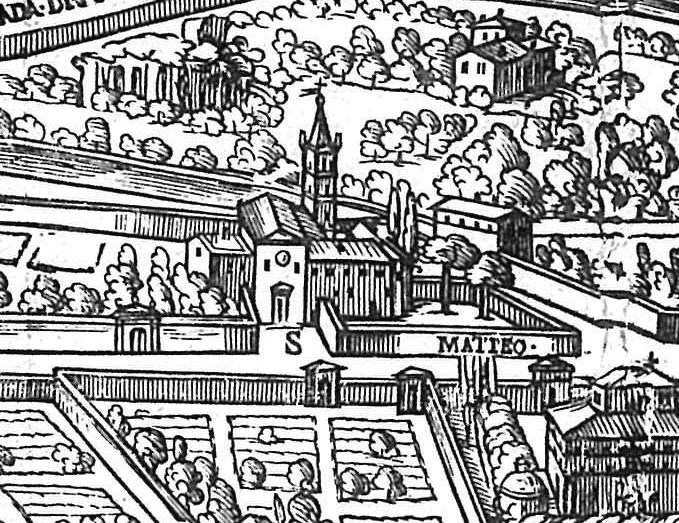
San Matteo in Merulana.
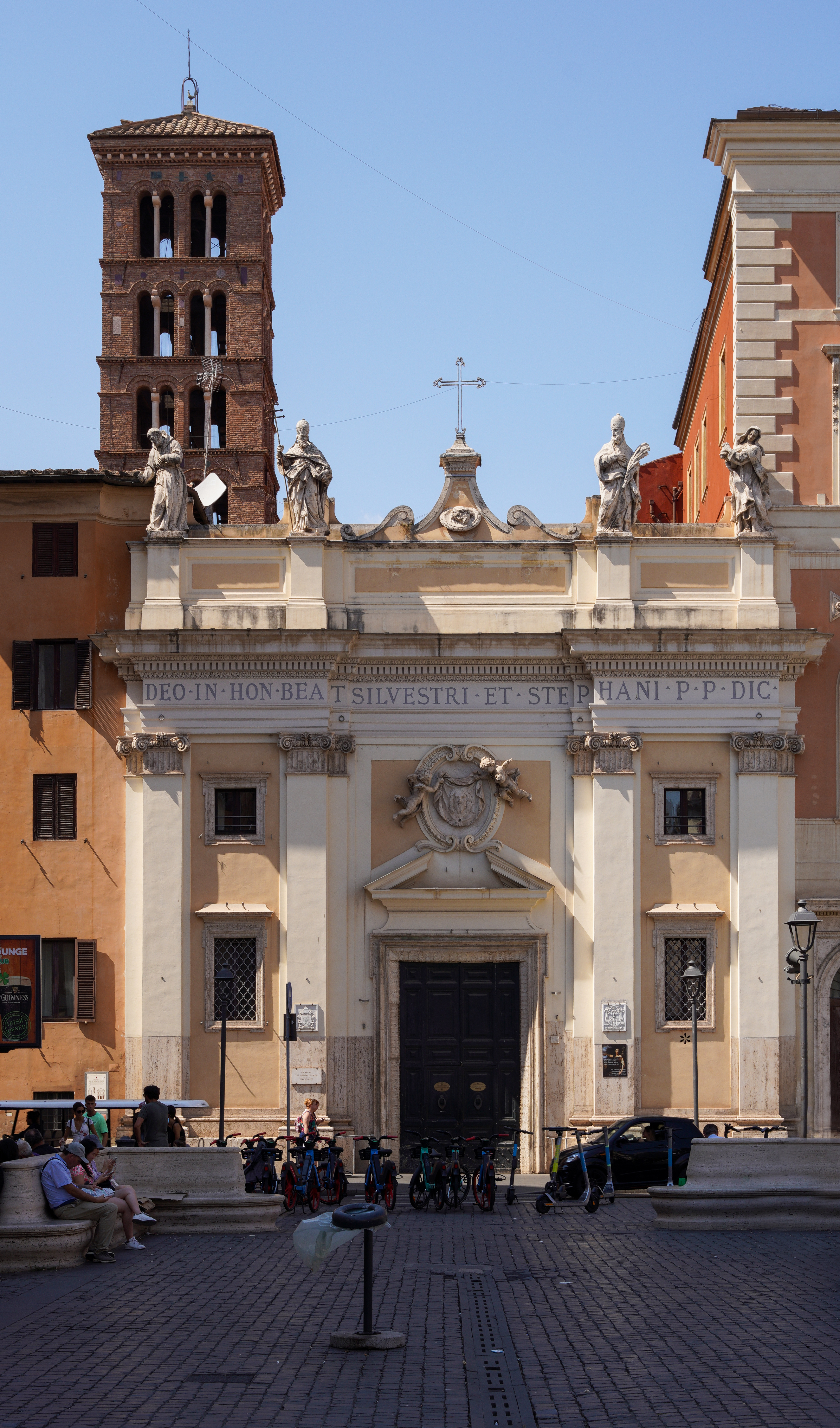
San Silvestro in Capite.